# Pessegueiro do Vouga
Pessegueiro del Vouga és una freguesia portuguesa del municipi de Sever do Vouga, amb 16,01 km² d'àrea i 1.906 habitants (cens del 2016)[1]. La densitat de població n'és de 119,1 hab/km².

## Població
| Nombre d'habitants residents | Nombre d'habitants residents | Nombre d'habitants residents | Nombre d'habitants residents | Nombre d'habitants residents | Nombre d'habitants residents | Nombre d'habitants residents | Nombre d'habitants residents | Nombre d'habitants residents | Nombre d'habitants residents | Nombre d'habitants residents | Nombre d'habitants residents | Nombre d'habitants residents | Nombre d'habitants residents | Nombre d'habitants residents |
| ---------------------------- | ---------------------------- | ---------------------------- | ---------------------------- | ---------------------------- | ---------------------------- | ---------------------------- | ---------------------------- | ---------------------------- | ---------------------------- | ---------------------------- | ---------------------------- | ---------------------------- | ---------------------------- | ---------------------------- |
| 1864                         | 1878                         | 1890                         | 1900                         | 1911                         | 1920                         | 1930                         | 1940                         | 1950                         | 1960                         | 1970                         | 1981                         | 1991                         | 2001                         | 2011                         |
| 860                          | 987                          | 1 152                        | 1 153                        | 1 236                        | 1 314                        | 1 620                        | 1 811                        | 2 195                        | 2 128                        | 1 979                        | 2 084                        | 2 016                        | 1 906                        | 1 852                        |

(Obs.: les dades relatives als cens de 1864 a 2011 es refereixen a habitants que tenien la residència oficial en aquest municipi en la data en què s'hi empadronaren.)

## Patrimoni
- Capella de Santo António
- Casa setcentista
- Creu de terme al llogaret de Lombinha
- Pont del riu Mau
- Sis creus i Capella del Calvari
- Capelles de Nossa Senhora da Saúde i de Sâo João Baptista
- Diverses creus de terme
- Casa siscentista
- Casa do Cogulo amb capella
- Quinta de Sobral i Capella de Sâo Pedro
- Ponts de Pessegueiro i d'Abade
- Presa de Grela
- Molins d'aigua
- Creu de Fojo
- Platja fluvial de Cascalheira